# Irina Shayk

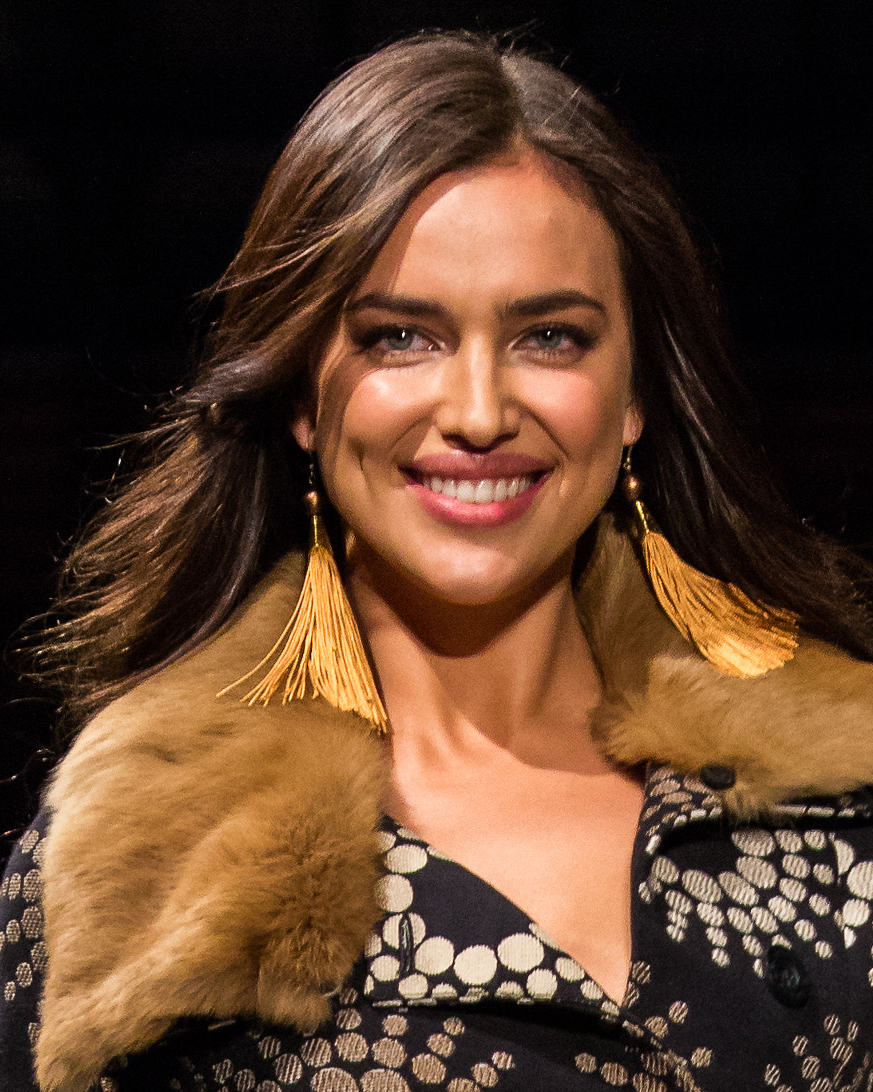
Irina Shayk 2014.

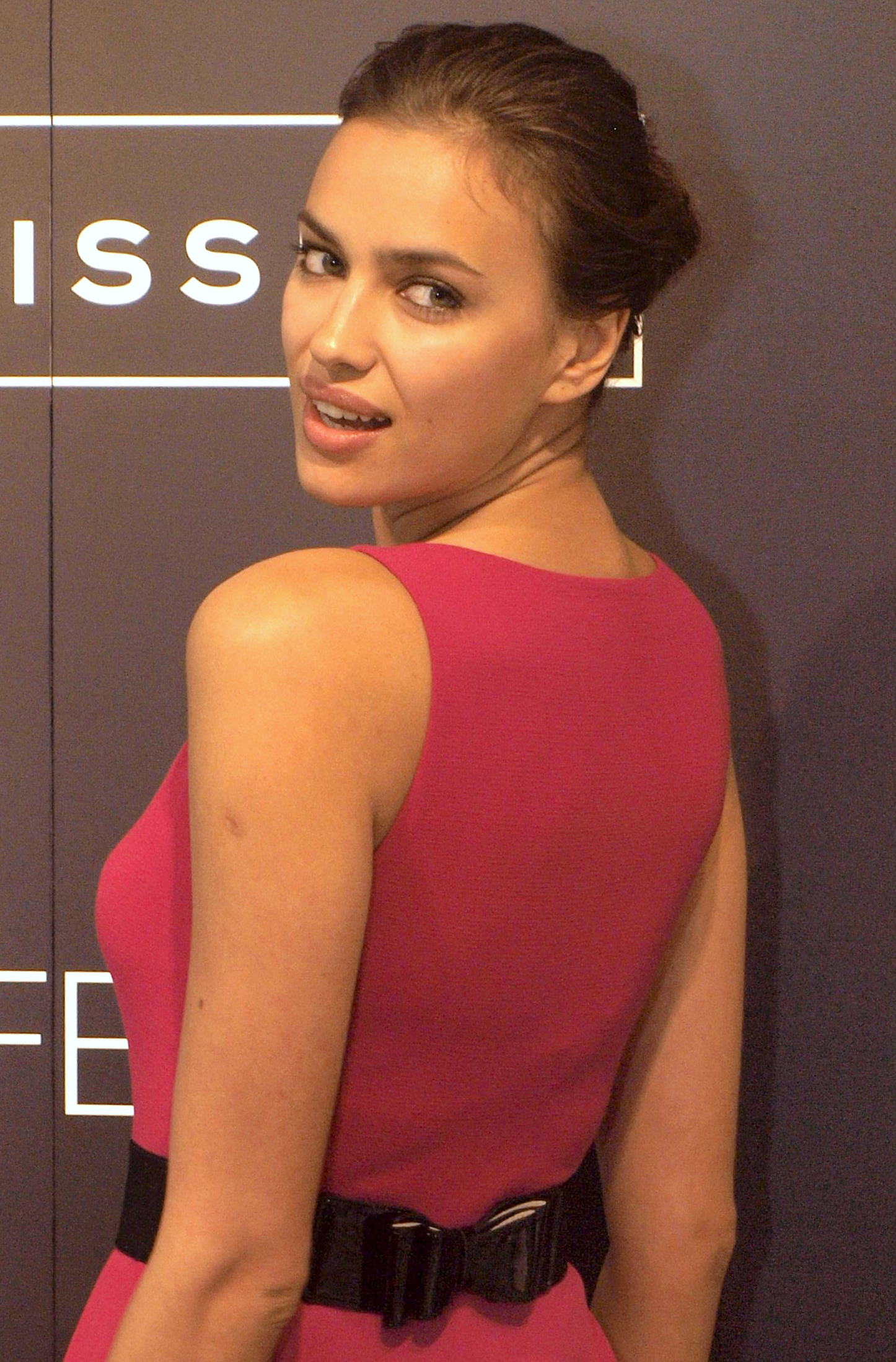
Irina Shayk 2012.

Irina Valeryevna Shaykhlislamova, känd som Irina Shayk, född 6 januari 1986 i Jemanzjelinsk i Tjeljabinsk oblast i dåvarande Sovjetunionen, är en rysk fotomodell och skådespelerska som är känd för att hon har medverkat i Sports Illustrated Swimsuit Issue varje år mellan 2007 och 2015. Shayk gjorde sin skådespelardebut som Megara tillsammans med Dwayne Johnson i filmen Hercules: The Thracian Wars år 2014.

## Karriär
År 2007 inleddes hennes professionella karriär som fotomodell då hon tackade ja till att bli frontfigur för underklädeskatalogen Intimissimi. Efter tre år där blev hon vald till ambassadör för varumärket. 
Det var även under år 2007 som Shayk gjorde sitt första framträdande i Sports Illustrated swimsuit.

## Utmärkelser
- Vann Miss Chelyabinsk. Hennes första deltagande i en skönhetstävling.
- Rankad som åttonde största fotomodellen i världen av models.com